# Torkom Manoogian
Torkom II. Avedis Manoogian (armenisch Թորգոմ Մանուկեան, * 16. Februar 1919 im Flüchtlingslager bei Baquba, Irak; † 12. Oktober 2012 in Jerusalem) war von 1990 bis zu seinem Tod Patriarch von Jerusalem der Armenischen Apostolischen Kirche.
Manoogian besuchte die armenische Schule in Bagdad und in Jerusalem. Am 23. Juli 1939 wurde er zum zölibatären Priester geweiht und nahm den Namen Torkom an (nach Patriarch Torkom Koushagian). Bis 1946 wirkte er am Jerusalemer Patriarchat und Theologischen Seminar, 1946 bis 1954 als Seelsorger in die USA, danach bis 1960 wieder in Jerusalem.
1962 wurde er zum Oberhaupt der Westlichen Diözese der Armenischen Kirche in den USA (Los Angeles) gewählt und am 14. Oktober 1962 in Etschmiadsin durch Katholikos Wasgen I. zum Bischof geweiht. 1966 übernahm er als Nachfolger von Tiran Nersoyan die Leitung der Östlichen Diözese der Armenischen Kirche in den USA („Diocese of the Armenian Church of America (Eastern)“) (New York) und wurde 1968 zum Erzbischof erhoben. In Amerika amtierte er bis 1990.
Am 22. März 1990 wurde Erzbischof Torkom Manoogian zum 96. armenischen Patriarchen von Jerusalem gewählt.
Er ist der Autor zahlreicher Bücher und hat sich einen Namen als Dichter und Musikwissenschaftler gemacht. Er übersetzte Shakespeares Sonette ins Armenische.